# Triomphus
Triomphus is een Frans historisch merk van fietsen en motorfietsen.
De Triomphus motorfietsen werden aan het einde van de jaren twintig geproduceerd door de heer Sourd, die daarvoor rond 1926 in Lons-le-Saunier een werkplaats had ingericht. Zeker is dat er meerdere modellen gemaakt werden, zowel met twee- als viertaktmotoren. Van de tweetakten is geen enkel bestaand exemplaar meer bekend. Sourd maakte gebruik van inbouwmotoren van andere merken, waaronder een 175 cc Blackburne Racing viertakt met een opmerkelijk lange slag van 88 mm en een kleine boring van slechts 50 mm. Desondanks was deze Triomphus SS uit 1927 een sportmotor, compleet met hooggeplaatste voetsteunen, een broodzadel en een laag stuur. Het blok werd gevoed door een Gürtner carburateur en de ontsteking werd verzorgd door een Magneto France magneet. Het leverde 9 bij 6.000 tpm. Er bestond ook een vergelijkbaar 350 cc blok. Hoewel het merk maar klein was, bestond er in elk geval één agentschap dat de machines verhandelde, de gebroeders Valfin in Lons. Zij werden na de Tweede Wereldoorlog zelfs (ten onrechte) bestempeld als procucenten van het met Triomphus.